# Anthracoidea liroi
Anthracoidea liroi är en svampart som först beskrevs av Lehtola, och fick sitt nu gällande namn av Nannf. & B. Lindeb. 1965. Anthracoidea liroi ingår i släktet Anthracoidea och familjen Anthracoideaceae.   Inga underarter finns listade i Catalogue of Life.